# Life in a Day 2020
『Life in a Day 2020』（ライフ・イン・ア・デイ 2020）は、2020年7月25日の映像を集めてリドリー・スコット製作総指揮の元で制作されたドキュメンタリー映画である。

## 概要
本作は2011年のドキュメンタリー映画『LIFE IN A DAY 地球上のある一日の物語』の続編にあたり、リドリー・スコット制作総指揮とケヴィン・マクドナルド監督にYouTubeが手を貸す形で制作された。
2020年7月25日の日常生活の風景を撮影した動画を世界中から集める形で行われ、内容の制限などは撮影日が2020年7月25日であるということ以外設けられなかった。
2020年7月25日から8月2日までYouTube上で動画を募集し、その後、2021年2月1日にサンダンス映画祭でプレミア公開され、2021年2月6日より一般公開されることとなった。
その結果、192ヵ国から32.4万本の動画が集められ、新型コロナウイルスに起因するパンデミックや人種差別、気候変動、貧困などに関する力強いメッセージ性を込めながら世界的に、そして、政治的にも激動の時代となったコロナ禍の2020年の1日を87分の動画に収める形で仕立て上げられた。
例として化学防護服に身を包んだ医療従事者や、ジョージ・フロイトの死に起因してアメリカを中心として世界的に広まったブラック・ライヴズ・マターのデモ行進などの映像が特に時間が割かれていたという。